# Cinchona hirsuta
Cinchona hirsuta är en måreväxtart som beskrevs av Hipólito Ruiz López och Pav.. Cinchona hirsuta ingår i släktet Cinchona och familjen måreväxter. Inga underarter finns listade i Catalogue of Life.